# Hemiceras flavorufa
Hemiceras flavorufa är en fjärilsart som beskrevs av Paul Dognin 1923. Hemiceras flavorufa ingår i släktet Hemiceras och familjen tandspinnare. Inga underarter finns listade i Catalogue of Life.